# 마산초등학교 (충남)
마산초등학교는 대한민국 충청남도 서천군 마산면 마명리에 있는 공립 초등학교이다.

## 학교 연혁
- 1925. 04. 20 마산공립보통학교 개교(설립인가 3월 31일)
- 1981. 03. 05 병설유치원 개원
- 1984. 03. 01 특수학급 인가
- 1989. 12. 12 급식소 개축(취사장, 식당)
- 1999. 03. 01 지산초등학교 통폐합
- 1999. 03. 01 7학급 편성
- 2000. 12. 02 선택과정운영실 및 병설유치원 준공
- 2002. 03. 01 초등 7학급, 병설유치원 1학급 편성
- 2015. 02. 17 제 87회 졸업(총 4,447명 졸업)
- 2016. 02. 12 제 88회 졸업(총 4,458명 졸업)
- 2016. 03. 01 초등 6학급, 병설유치원 1학급 편성

## 참고 자료
- 마산초등학교 - 한국교육학술정보원 학교알리미